# جيسون تومسون (كرة سلة)
جيسون تومسون (بالإنجليزية: Jason Thompson)‏ مواليد 21 يوليو 1986 في نيوجيرسي، هو لاعب كرة سلة محترف أمريكي بدأ مسيرته الاحترافية في سنة 2008 حيث تم اختياره من قبل فريق سكرامنتو كينغز خلال الدرافت، يلعب مع فريق تورونتو رابتورز في الرابطة الوطنية لكرة السلة كلاعب وسط ويحمل الرقم 1. يبلغ طوله 6 قدم 11 بوصة (2.1 م).

## فرق لعب لها
- سكرامنتو كينغز
- غولدن ستايت ووريورز
- تورونتو رابتورز

## إحصائيات المسيرة

### الموسم الاعتيادي
| السنة   | الفريق              | لعب | بدأ | دقيقة | ميداني% | ثلاثية | حرة  | ارتداد | صنع | استلاب | تصدي | نقطة |
| ------- | ------------------- | --- | --- | ----- | ------- | ------ | ---- | ------ | --- | ------ | ---- | ---- |
| 2008–09 | سكرامنتو كينغز      | 82  | 56  | 28.1  | .497    | .000   | .692 | 7.4    | 1.1 | .6     | .7   | 11.1 |
| 2009–10 | سكرامنتو كينغز      | 75  | 58  | 31.4  | .472    | .100   | .715 | 8.5    | 1.7 | .5     | 1.0  | 12.5 |
| 2010–11 | سكرامنتو كينغز      | 75  | 39  | 23.3  | .507    | .000   | .605 | 6.1    | 1.2 | .4     | .6   | 8.8  |
| 2011–12 | سكرامنتو كينغز      | 64  | 47  | 25.9  | .535    | .000   | .602 | 6.9    | 1.2 | .7     | .7   | 9.1  |
| 2012–13 | سكرامنتو كينغز      | 82  | 81  | 27.9  | .502    | .000   | .694 | 6.7    | 1.0 | .6     | .7   | 10.9 |
| 2013–14 | سكرامنتو كينغز      | 82  | 61  | 24.5  | .506    | .000   | .579 | 6.4    | .6  | .4     | .7   | 7.1  |
| 2014–15 | سكرامنتو كينغز      | 81  | 63  | 24.6  | .470    | .000   | .622 | 6.5    | 1.0 | .4     | .7   | 6.1  |
| 2015–16 | غولدن ستايت ووريورز | 28  | 1   | 6.4   | .476    | .000   | .625 | 1.9    | .7  | .1     | .3   | 2.1  |
| 2015–16 | تورونتو رابتورز     | 19  | 6   | 15.4  | .485    | .333   | .818 | 4.2    | .5  | .4     | .6   | 4.6  |
| المسيرة | المسيرة             | 588 | 412 | 25.2  | .496    | .143   | .657 | 6.6    | 1.1 | .5     | .7   | 8.9  |

### التصفيات
| السنة   | الفريق          | لعب | بدأ | دقيقة | ميداني% | ثلاثية | حرة  | ارتداد | صنع | استلاب | تصدي | نقطة |
| ------- | --------------- | --- | --- | ----- | ------- | ------ | ---- | ------ | --- | ------ | ---- | ---- |
| 2016    | تورونتو رابتورز | 10  | 0   | 5.5   | .444    | .000   | .000 | 1.1    | .1  | .0     | .1   | .8   |
| المسيرة | المسيرة         | 10  | 0   | 5.5   | .444    | .000   | .000 | 1.1    | .1  | .0     | .1   | .8   |

## روابط خارجية
- جيسون تومسون على موقع الدوري الأوروبي لكرة السلة (الإنجليزية)
- جيسون تومسون على موقع إن بي أي (الإنجليزية)
- جيسون تومسون على موقع سبورتس رفرنس (الإنجليزية)
- جيسون تومسون على موقع الدوري الإسباني لكرة السلة (الإسبانية)
- جيسون تومسون على موقع كرة السلة الأوروبية.كوم (الإنجليزية)
- جيسون تومسون على موقع إي إس بي إن.كوم (الإنجليزية)
- جيسون تومسون على موقع كلية كرة السلة في سبورتس رفرنس.كوم (الإنجليزية)
- جيسون تومسون على موقع ريلجم (الإنجليزية)
- جيسون تومسون على موقع بروبوليرز (الإنجليزية)
- جيسون تومسون على موقع سبورتس رفرنس (الإنجليزية)